# أسامة الجزار
أسامة الشال المعروف بأسامة الجزار (مواليد 1 أكتوبر 2001 في مصر) لاعب كرة قدم مصر يلعب في مركز الوسط في نادي بريبرام التشيكي.
النشاة قرية أبوغنيمه مركز سيدي سالم محافظة كفرالشيخ 
لاعب متمكن مسمار في المنتصف أسد التدخلات 

## مسيرة اللاعب
لعب في الفئات السنية في نادي الزمالك و انتقل إلى الإمارات و احترف في نادي كلباء الإماراتي و لعب بعدها في النادي المصري و احترف بعدها في نادي بريبرام التشيكي.

## روابط خارجية
- أسامة الشال على موقع Soccerway.com (الإنجليزية)